# Sorbitol
El sorbitol o glucitol és un poliol o alcohol de sucre descobert pel químic francès Jean Baptiste Boussingault l'any 1872 en les baies de moixera de guilla (Sorbus aucuparia L.).
Aquest compost, la fórmula empírica del qual és {\displaystyle {\ce {C6H14O6}}}, s'obté industrialment amb la reducció del monosacàrid més comú, la glucosa.
A la natura, el sorbitol és un dels tres glúcids principals (sacarosa, midó i sorbitol) produïts durant la fotosíntesi a les fulles adultes de certes plantes de les famílies de les rosàcies i les plantaginàcies. Es troba en quantitats apreciables a les algues vermelles i, juntament a la fructosa, la glucosa i la sacarosa, en fruites com ara les peres, les pomes, les cireres o els préssecs.

## Ús industrial
El sorbitol és un sòlid higroscòpic que s'empra, a la indústria, d'humectant per a mantenir diversos productes amb un grau d'humitat adequat, així com a font d'alcohol en la fabricació de resines. S'utilitza en l'elaboració d'aliments, fàrmacs i productes químics. Usat també com a condicionador de paper, tèxtil, coles i cosmètics, i d'emulsionant en la fabricació de pastissos i dolços per tal d'impedir que se separin la fase aquosa i la fase grassa d'aquests aliments; finalment, com que posseeix un poder edulcorant, més important, que la sacarosa, s'obté el mateix sabor dolç, amb una quantitat inferior de sorbitol.

### Ús com a edulcorant
El sorbitol es fa servir d'edulcorant en els aliments dietètics. És qualificat com a edulcorant nutritiu perquè cada gram del producte conté 2,4 calories, força menys que les 4 de la sacarosa o el midó. És l'edulcorant que contenen generalment els xiclets "sense sucre". Se'l coneix com a E-420.
E-420(i): Sorbitol (estabilitzant, humectant)
E-420(ii): Sorbitol xarop (estabilitzant, humectant)

## El sorbitol i la salut
L'organisme humà metabolitza el sorbitol lentament. El sorbitol disposa d'importants avantatges sobre la fructosa: menys valor calòric i el fet que no sigui un sucre. A més, no provoca càries. La ingestió excessiva de sorbitol (més de 50g al dia) pot provocar dolor abdominal lleu i diarrea. En el fetge el pot transformar en glucosa i fructosa.
El sorbitol es produeix en l'interior del cos humà i, si ho fa d'una forma excessiva, pot resultar ser nociu. La retinopatia i la neuropatia diabètica podrien estar relacionades amb la presència d'excessiu sorbitol a les cél·lules dels ulls i dels nervis.